# Luneau
Luneau és un municipi francès, situat al departament de l'Alier i a la regió d'Alvèrnia-Roine-Alps. L'any 2007 tenia 282 habitants.

## Demografia

### Població
El 2007 la població de fet de Luneau era de 282 persones. Hi havia 126 famílies de les quals 40 eren unipersonals (20 homes vivint sols i 20 dones vivint soles), 43 parelles sense fills, 39 parelles amb fills i 4 famílies monoparentals amb fills.
La població ha evolucionat segons el següent gràfic:
Habitants censats

### Habitatges
El 2007 hi havia 179 habitatges, 130 eren l'habitatge principal de la família, 29 eren segones residències i 19 estaven desocupats. 174 eren cases i 4 eren apartaments. Dels 130 habitatges principals, 103 estaven ocupats pels seus propietaris, 25 estaven llogats i ocupats pels llogaters i 2 estaven cedits a títol gratuït; 1 tenia una cambra, 2 en tenien dues, 21 en tenien tres, 36 en tenien quatre i 70 en tenien cinc o més. 120 habitatges disposaven pel capbaix d'una plaça de pàrquing. A 66 habitatges hi havia un automòbil i a 52 n'hi havia dos o més.

### Piràmide de població
La piràmide de població per edats i sexe el 2009 era:
| Homes | Edats   | Dones |
| ----- | ------- | ----- |
| 0     | 95 o +  | 0     |
| 0     | 90 a 94 | 0     |
| 4     | 85 a 89 | 4     |
| 0     | 80 a 84 | 0     |
| 8     | 75 a 79 | 4     |
| 12    | 70 a 74 | 16    |
| 12    | 65 a 69 | 12    |
| 0     | 60 a 64 | 8     |
| 20    | 55 a 59 | 0     |
| 8     | 50 a 54 | 24    |
| 16    | 45 a 49 | 12    |
| 0     | 40 a 44 | 0     |
| 12    | 35 a 39 | 8     |
| 12    | 30 a 34 | 16    |
| 8     | 25 a 29 | 4     |
| 16    | 20 a 24 | 12    |
| 12    | 15 a 19 | 12    |
| 8     | 10 a 14 | 0     |
| 8     | 5 a 9   | 4     |
| 8     | 0 a 4   | 4     |

## Economia
El 2007 la població en edat de treballar era de 164 persones, 121 eren actives i 43 eren inactives. De les 121 persones actives 116 estaven ocupades (67 homes i 49 dones) i 5 estaven aturades (2 homes i 3 dones). De les 43 persones inactives 16 estaven jubilades, 7 estaven estudiant i 20 estaven classificades com a «altres inactius».

### Ingressos
El 2009 a Luneau hi havia 132 unitats fiscals que integraven 296 persones, la mediana anual d'ingressos fiscals per persona era de 14.350 €.

### Activitats econòmiques
Dels 5 establiments que hi havia el 2007, 2 eren d'empreses de construcció, 1 d'una empresa de comerç i reparació d'automòbils i 2 d'empreses d'hostatgeria i restauració.
Dels 4 establiments de servei als particulars que hi havia el 2009, 2 eren paletes i 2 restaurants.
L'any 2000 a Luneau hi havia 27 explotacions agrícoles que ocupaven un total de 2.184 hectàrees.

## Equipaments sanitaris i escolars
El 2009 hi havia una escola elemental integrada dins d'un grup escolar amb les comunes properes formant una escola dispersa.

## Poblacions més properes
El següent diagrama mostra les poblacions més properes.